# 苏州工业专科学校
苏州工业专科学校通称苏工、苏工专，前身为1911年在苏州创办的官立中等工业学堂，中华民国成立后，1912年5月与苏省铁路学堂合并为江苏省立第二工业学校，1923年改为高等层次学校，更名江苏公立苏州工业专门学校并建立中国首个建筑科，1927年学校撤销，全部并入第四中山大学（即国立中央大学）工学院。1929年，苏工专原址开办中央大学工学院附设苏州职业学校，1932年复校为江苏省立苏州工业学校，为中等层次学校。1937年抗日战争爆发，1938年迁往上海，1942年并入上海工业专科学校。抗战结束后，1946年返回苏州，改为苏州工业专科学校。中华人民共和国成立后，1951年改名为苏南工业专科学校。1953年，纺织科调整至华东纺织工学院（现东华大学），1956年，机械科及学校全部行政人员迁往西安组建西安动力学院（1957年并入西安交通大学），土木科与建筑科并入西安冶金建筑工程学院（现西安建筑科技大学），苏南工业专科学校撤销。

1981年，苏州市在苏州工业专科学校筹备处基础上建立苏州市职业大学。